# WNBA All-Star Game 2013
Das 11. All-Star Game der WNBA fand am 27. Juli 2013 in der Mohegan Sun Arena in Montville, Connecticut statt. Die Ligaführung vergab am 27. September 2012 das Spiel an die Connecticut Sun, die bereits 2005 und 2009 Gastgeber waren. Wie in den vergangenen Jahren trat dabei eine Auswahl der besten Spieler der Eastern Conference gegen eine Mannschaft der Western Conference an.
An der Veranstaltung nahmen die besten Spielerinnen der WNBA teil. In einer weltweiten Abstimmung über das Internet wurden die Startformationen der Western Conference und der Eastern Conference bestimmt, während die restlichen Plätze im Kader von den Trainern innerhalb der Conference vergeben wurden. Die Trainer mussten jeweils für sechs Spielerinnen entscheiden, wobei darunter mindestens zwei Guards und drei Frontcourts befinden mussten. Außerdem durften die Cheftrainer nicht für eine Spielerin von deren Mannschaft wählen.

## Mannschaften
Die Spielerinnen der Startformationen, der Eastern Conference und der Western Conference konnten im Internet auf der offiziellen Webseite der WNBA oder via SMS mit dem Mobiltelefon gewählt werden. Dabei konnte jeder Fan beliebig oft abstimmen. Am 18. Juli 2013 wurde die Startformation beider Mannschaften bekannt gegeben, wobei Elena Delle Donne (Chicago Sky) mit 35.646 Stimmen, die meisten von allen Spielerinnen erhielt. Mit 33.810 Stimmen konnte Candace Parker (Los Angeles Sparks) die zweitmeisten Stimmen beziehungsweise meisten Stimmen aller Western Conference-Spielerinnen auf sich vereinen.
| Pos.               | Spielerin          | Mannschaft               | Teilnahme # (Stimmen) |                |
| Startformation     | Startformation     | Startformation           | Startformation        | Startformation |
| ------------------ | ------------------ | ------------------------ | --------------------- | -------------- |
| G                  | Diana Taurasi      | Phoenix Mercury          | 6. (26.019)           |                |
| G                  | Seimone Augustus   | Minnesota Lynx           | 4. (18.454)           |                |
| FC                 | Candace Parker     | Los Angeles Sparks       | 2. (33.810)           |                |
| FC                 | Maya Moore         | Minnesota Lynx           | 2. (31.635)           |                |
| FC                 | Brittney Griner 1  | Phoenix Mercury          | 1. (22.185)           |                |
| Ersatzspielerinnen |                    |                          |                       |                |
| FC                 | Rebekkah Brunson 1 | Minnesota Lynx           | 4.                    |                |
| FC                 | Glory Johnson      | Tulsa Shock              | 1.                    |                |
| FC                 | Nneka Ogwumike     | Los Angeles Sparks       | 1.                    |                |
| G                  | Danielle Robinson  | San Antonio Silver Stars | 1.                    |                |
| FC                 | Tina Thompson 1    | Seattle Storm            | 9.                    |                |
| G                  | Kristi Toliver     | Los Angeles Sparks       | 1.                    |                |
| G                  | Lindsay Whalen     | Minnesota Lynx           | 4.                    |                |

| Pos.               | Player              | Team               | Teilnahme # (Stimmen) |                |
| Startformation     | Startformation      | Startformation     | Startformation        | Startformation |
| ------------------ | ------------------- | ------------------ | --------------------- | -------------- |
| G                  | Cappie Pondexter    | New York Liberty   | 6. (18.265)           |                |
| G                  | Epiphanny Prince    | Chicago Sky        | 2. (16.083)           |                |
| FC                 | Elena Delle Donne 2 | Chicago Sky        | 1. (35.646)           |                |
| FC                 | Tamika Catchings    | Indiana Fever      | 8. (27.921)           |                |
| FC                 | Angel McCoughtry    | Atlanta Dream      | 3. (18.523)           |                |
| Ersatzspielerinnen |                     |                    |                       |                |
| FC                 | Tina Charles 2      | Connecticut Sun    | 2.                    |                |
| FC                 | Érika de Souza 2    | Chicago Sky        | 2.                    |                |
| FC                 | Sylvia Fowles       | Chicago Sky        | 4.                    |                |
| G                  | Allison Hightower   | Connecticut Sun    | 1.                    |                |
| FC                 | Crystal Langhorne   | Washington Mystics | 3.                    |                |
| G                  | Ivory Latta         | Washington Mystics | 1.                    |                |
| G                  | Shavonte Zellous    | Indiana Fever      | 1.                    |                |

G= Guard; FC = Frontcourt

## All-Star Game
Die Western Conference konnten nach der Niederlage im Jahr 2011 das elfte All-Star Game mit 102:98 wieder für sich entscheiden. Der Osten setzte sich zwar im zweiten Viertel etwas ab und ging sogar mit einem Vorsprung von sieben Punkte in das letzte Viertel, in dem der Westen nach knapp sechs Minuten wieder in Führung ging und diese im weiteren Verlauf nicht mehr abgab.
Nach dem Spiel wurde Candace Parker zur wertvollsten Spielerin des All-Star Games ernannt. Parker erzielte in diesem Spiel 23 Punkte, 11 Rebounds und drei Assists.
| 27. Juli 2013 | Zusammenfassung | Eastern Conference                                                                   | 98 – 102 | Western Conference                                                                     | Mohegan Sun Arena, Uncasville, Connecticut Zuschauer: 9.323 Schiedsrichter: * Bonner - Simpson - Dawkins |
| 27. Juli 2013 | Zusammenfassung | Punkte pro Viertel: 27:29, 22:14, 32:31, 28:17                                       |          |                                                                                        | Mohegan Sun Arena, Uncasville, Connecticut Zuschauer: 9.323 Schiedsrichter: * Bonner - Simpson - Dawkins |
| 27. Juli 2013 | Zusammenfassung | Punkte: Latta, Prince (15) Rebounds: de Souza, McCoughtry (8) Assists: Pondexter (5) |          | Punkte: Parker (23); Toliver (21) Rebounds: Brunson, Parker (11) Assists: Robinson (4) | Mohegan Sun Arena, Uncasville, Connecticut Zuschauer: 9.323 Schiedsrichter: * Bonner - Simpson - Dawkins |
| 27. Juli 2013 | Zusammenfassung |                                                                                      |          |                                                                                        | Mohegan Sun Arena, Uncasville, Connecticut Zuschauer: 9.323 Schiedsrichter: * Bonner - Simpson - Dawkins |